# Tyrannochthonius floridensis
Tyrannochthonius floridensis es una especie de arácnido  del orden Pseudoscorpionida de la familia Chthoniidae.

## Distribución geográfica
Se encuentra en Florida (Estados Unidos).